# Luca Mack
Luca Maurice Mack (Bietigheim-Bissingen, 25 maggio 2000) è un calciatore tedesco, centrocampista dello Stoccarda II.

## Biografia
È un appassionato di basket e segue gli incontri dell'amico cestista professionista Lukas Herzog.

## Caratteristiche tecniche
È un centrocampista difensivo, sebbene nasce come difensore centrale.

## Carriera

### Club
Cresciuto nel vivaio dello Stoccarda, esordisce in prima squadra il 28 giugno 2020 in campionato contro il Darmstadt, subentrando a Pascal Stenzel.
Nel 2021 passa all'Újpest, squadra militante nel massimo campionato ungherese. Esordisce in campionato il 15 agosto giocando da titolare il match contro l'Honvéd.

### Nazionale
Nel 2019 ha giocato una partita con la maglia della nazionale tedesca Under-19.